# Ten Days of Dawn 1997
Die Ten Days of Dawn 1997 (auch Iran Fajr International 1997 genannt) im Badminton fanden vom 4. bis zum 9. Februar 1997 im Shahid Shiroudi Sports Complex in Teheran statt. Das Preisgeld betrug 12.000 US-Dollar.

## Sieger und Finalisten
| Disziplin    | Gold                                    | Silber                         | Bronze                             |
| ------------ | --------------------------------------- | ------------------------------ | ---------------------------------- |
| Herreneinzel | Morteza Validarvi                       | Ali Reza Shafiee               | Saed Bahador Zakizadeh             |
| Herreneinzel | Morteza Validarvi                       | Ali Reza Shafiee               | Hameed Nasimi                      |
| Herrendoppel | Ali Reza Shafiee Saed Bahador Zakizadeh | Hameed Nasimi Mansour Shakoori | Mansour Mobini Morteza Validarvi   |
| Herrendoppel | Ali Reza Shafiee Saed Bahador Zakizadeh | Hameed Nasimi Mansour Shakoori | Mohammad Golkar Afshin Bozorgzadeh |

## Finalergebnisse
| Disziplin    | Sieger                                  | Finalist                       | Ergebnis    |
| ------------ | --------------------------------------- | ------------------------------ | ----------- |
| Herreneinzel | Morteza Validarvi                       | Ali Reza Shafiee               | 15–9, 15–11 |
| Herrendoppel | Ali Reza Shafiee Saed Bahador Zakizadeh | Hameed Nasimi Mansour Shakoori | 15–4, 15–5  |